# Нижняя Масловка
У́лица Ни́жняя Ма́словка — улица в Северном административном округе города Москвы, проходящая по Савёловскому району, районам Беговой и Аэропорт, часть Третьего транспортного кольца. Пролегает от Бутырской улицы до Петровско-Разумовского проезда.

## Происхождение названия
Не существует однозначного ответа, каким образом улица получила своё современное название. До начала XX века на планах города она значилась безымянной. Преобладают две точки зрения. Согласно первой название улица приобрела из-за того, что в конце XIX века секретарь Императорского московского общества сельского хозяйства С. А. Маслов открыл поблизости (на Бутырском хуторе) опытное хозяйство. По второй версии ещё в XVII веке на этом месте находилась пустошь Маслова, что отражено на картах того времени.

## История улицы
В начале XX века непродолжительное время улица именовалась Бутырским проездом по близлежащей Бутырской заставе. Затем приобрела нынешнее название, однако в 1918—1922 годах Нижняя и Верхняя Масловка считались одним целым, Коммунистической улицей.
Нижняя Масловка примечательна тем, что ещё в 1886 году здесь пролегла линия конки от Бутырской заставы до Петровского парка. Затем линия была переведена на паровую тягу, а 7 апреля 1899 года по этому маршруту проследовал первый московский трамвай. Трамвайное движение просуществовало здесь сто лет и было прекращено в 1999 году в связи со строительством Третьего транспортного кольца. На пересечении улиц Нижняя Масловка и Новая Башиловка до сих пор сохранилось здание первого трамвайного парка.
С Масловкой связаны имена известных людей России.
В конце 1900 года тут поселился потерпевший к этому времени финансовый крах известный промышленник и меценат Савва Мамонтов. Он открывает гончарную мастерскую, впоследствии превратившуюся в завод. Майолика завода получает признание на Всемирной выставке в Париже. Существует предположение, что именно на этом предприятии было изготовлено майоликовое полотно «Принцесса Грёза» для гостиницы «Метрополь» по одноимённой картине Врубеля. В школе № 209 (сейчас Центр образования № 1601) на Нижней Масловке работал учителем музыки композитор Дмитрий Борисович Кабалевский.

## Здания и сооружения
На улице Нижняя Масловка, на пересечении с улицей Расковой, расположено здание МПО имени И. Румянцева. Это здание производственного назначения вносит особый колорит в окружающую архитектуру.

## Общественный транспорт
- Станции московского метро «Савёловская» Большой кольцевой линии и «Савёловская» Серпуховско-Тимирязевской линии.
- Савёловский вокзал — в начале улицы.
- Платформа «Савёловская» — в начале улицы.
- Автобусы 72, 82, 110, 384, 427, т29, т42, 379.